# Thymaris collaris
Thymaris collaris là một loài tò vò trong họ Ichneumonidae.